# The Fat of the Land
The Fat of the Land es el tercer álbum de The Prodigy. El álbum fue lanzado por XL Recordings el 30 de junio de 1997 en Reino Unido y el 1 de julio en Maverick Records. El álbum vendió más de 10 millones de copias en todo el mundo hasta 2012, año en que se editó una edición especial con un EP que contiene remixes de canciones del disco. De este álbum se lanzaron los sencillos "Firestarter", "Breathe" y "Smack My Bitch Up". Este es el primer álbum del grupo donde Keith Flint participa como vocalista.

## Lista de canciones
| N.º | Título                                                                                        | Escritor(es)                                                                                     | Duración |  |
| 1.  | «Smack My Bitch Up» (con M. Smith, C. Miller, K. Thornton y T. Randolph de Ultramagnetic MCs) | Liam Howlett                                                                                     | 5:42     |  |
| 2.  | «Breathe»                                                                                     | Howlett, Keith Flint, Maxim Reality                                                              | 5:35     |  |
| 3.  | «Diesel Power» (con Kool Keith)                                                               | Howlett, Kool Keith                                                                              | 4:17     |  |
| 4.  | «Funky Shit»                                                                                  | Howlett                                                                                          | 5:16     |  |
| 5.  | «Serial Thrilla»                                                                              | Howlett, Flint, Len Arran, Skin                                                                  | 5:11     |  |
| 6.  | «Mindfields»                                                                                  | Howlett, Maxim Reality                                                                           | 5:40     |  |
| 7.  | «Narayan»                                                                                     | Howlett, Crispian Mills                                                                          | 9:05     |  |
| 8.  | «Firestarter»                                                                                 | Howlett, Flint, T. Horn, A. Dudley, J. Jeczalik, P. Morley y G. Langan de Art of Noise, Kim Deal | 4:40     |  |
| 9.  | «Climbatize»                                                                                  | Howlett                                                                                          | 6:38     |  |
| 10. | «Fuel My Fire» (versión de Hungry for Stink, de L7)                                           | Donita Sparks, Walsh, James y Knight de Cosmic Psychos                                           | 4:19     |  |

Bonus tracks de edición japonesa

| Bonus tracks de Japón |                 |          |  |
| N.º                   | Título          | Duración |  |
| 11.                   | «Molotov Bitch» | 4:56     |  |
| 12.                   | «No Man Army»   | 4:10     |  |

EP de relanzamiento en 2012: The Added Fat EP

| EP de relanzamiento en 2012: The Added Fat EP |                                         |          |  |
| N.º                                           | Título                                  | Duración |  |
| 1.                                            | «Smack My Bitch Up» (Noisia Remix)      | 5:53     |  |
| 2.                                            | «Firestarter» (Alvin Risk Remix)        | 3:18     |  |
| 3.                                            | «Breathe» (Zeds Dead Remix)             | 4:36     |  |
| 4.                                            | «Mindfields» (Baauer Remix)             | 3:51     |  |
| 5.                                            | «Breathe» (The Glitch Mob Remix)        | 4:25     |  |
| 6.                                            | «Smack My Bitch Up» (Major Lazer Remix) | 5:05     |  |